# 津田英治
津田 英治（つだ えいじ、1948年〈昭和23年〉8月23日 - 2025年〈令和7年〉1月13日）は、日本の男性ナレーター。兵庫県相生市出身。最終所属はオフィスBAN。2018年（平成30年）までは大阪テレビタレントビューローに所属していた。

## 略歴
1948年（昭和23年）8月23日に兵庫県相生市で生まれる。
1970年代より声優としての活動を始め、テレビコマーシャルのナレーションや、全国各地の鉄道駅の構内放送や、車内放送などを担当。
2018年（平成30年）にそれまで所属していた大阪テレビタレントビューローを離れ、オフィスBANへ移籍した。
2025年（令和7年）1月13日午後、入院先の大阪府高槻市の病院で死去。晩年は大動脈解離を患いながらも回復していたが、2025年に入り体調を崩し入院していた。76歳没。

## アナウンス

### 駅自動放送

#### 現在
- 東日本旅客鉄道（JR東日本） - 東京圏輸送管理システム（ATOS）導入駅
  - 2014年11月以降、加齢による声質の変化を理由に、順次田中一永による音声に更新されている[7]。
- 西日本旅客鉄道（JR西日本） - 大阪環状線、JRゆめ咲線、大和路線（平城山駅を除く）、学研都市線（木津駅のみ）、おおさか東線（放出駅以北を除く）
- 東海旅客鉄道（JR東海） - 中央本線金山駅 - 中津川駅間（2011年1月17日より順次導入。定光寺駅、古虎渓駅、釜戸駅、武並駅、美乃坂本駅を除く）
- 近畿日本鉄道 - 一部駅のみ。かつては伊賀神戸駅以西の主要駅（けいはんな線除く）などを担当。
- 愛知環状鉄道 - 岡崎方面（八草駅、新豊田駅、三河豊田駅、北野桝塚駅を除く全駅。ただし岡崎駅のみ高蔵寺方面）
- 横浜シーサイドライン - 新杉田方面

#### 過去
- 神戸市交通局 - 西神・山手線 新神戸・谷上方面（2020年1月まで）
- 大阪モノレール - 大阪空港方面
- 東武鉄道 - 一部駅の「黄色い線の内側にお下がりください」のアナウンスのみ

### 車内自動放送
いずれも現在不使用。
- 大阪市営地下鉄 - 御堂筋線、谷町線、四つ橋線、中央線、千日前線、堺筋線、長堀鶴見緑地線 日本語アナウンス（1999年3月31日まで）
- 北大阪急行電鉄 - 日本語アナウンス（1999年3月31日まで）
- 近畿日本鉄道 - 近鉄特急「アーバンライナー」（21000系・21020系）、田原本線、けいはんな線の日本語アナウンス

### その他
- 東京ディズニーリゾート 地震発生時の緊急放送（日本語部分） - 村山明と。

## 出演作品

### ゲーム
- 龍虎の拳2、ザ・キング・オブ・ファイターズシリーズ（タクマ・サカザキ、Mr.カラテ）
- 武力 ～BURIKI ONE～（ジャック・デュガリ）
- SNK VS. CAPCOM SVC CHAOS（Mr.カラテ、本気を出したMr.カラテ）

### CM

#### テレビ
すべてナレーションのみ。関西ローカル（兵庫県ローカルなど、近畿各府県のローカルを含む）のものが多いが、それ以外の地域で放映したCMもある。当項では兵庫県ローカルとそれに属さないCMに区分するが、兵庫県ローカルに属さないCMの一部は分野ごとに分類して解説する。

##### 兵庫県ローカルに属するCM
- たいこフーズ
  - 「料理の本陣」（1991年）
- ひだか建設
  - 企業広告（1994年）
- ヒラキ商事
  - 「靴のヒラキ」（1984年）
- マルヨ食品
  - 「岩育ち」（1982年）
- 神戸新聞社
  - 「神戸新聞」（1980年代、「文字が大きくなりました」篇。1986年、「暮らしの中に」篇）
- 青山珈琲
  - 「珈琲の青山」（1988年）
- 佐藤印刷所
  - 企業広告（1987年）
- 兵庫県トラック協会
  - 団体広告（1995年）
- 東亜相生カントリークラブ（現：姫路相生カントリークラブ）
  - 企業広告（1974年）
- 東京紳士服
  - 店舗広告（1988年）
- 中曽根興産
  - 企業広告（1981年）
- 中山興業
  - 企業広告（1980年代）
- 成田珈琲
  - 企業広告（1990年、「いらっしゃい」篇）
- 西村釣竿製作所
  - 「ニシムラの釣り竿」（1980年）
- 兵庫日産自動車
  - 「日産中古車大開センター」（1982年）
- 兵庫三菱自動車販売
  - 「三菱ランランセール」（1980年）
- 七福神霊場会事務局
  - 「淡路島七福神めぐり 厄落としのたび」（1982年）
- フェニックス商事[8]
  - 「民芸肉料理わかまつ」（1980年、スタミナと活きの良さ編）、「神戸わかまつ山荘」（1983年、名谷店オープン編）
- 森富
  - 「割烹森富」（1983年）
- 横山製薬
  - 「イボコロリ」（1984年 - 1988年）
- 楽珍
  - 店舗広告（1981年、横綱ちゃんこ鍋篇）

ほか

##### 兵庫県ローカルに属さないCM

###### 番組宣伝
- 朝日放送〈現：朝日放送テレビ〉
  - 熱闘甲子園（1986年）

###### 鉄道
- 日本国有鉄道（国鉄）
  - 「特急くろしお号増発」（1985年）
  - 「南紀ビーチ割引きっぷ」（1986年）
- 西日本旅客鉄道（JR西日本）
  - 「JR西日本からのお知らせ」（1995年、関西ローカル[注 1]）
  - 「のぞみ回数券」（1995年、岡山県・広島県ローカル）
- 四国旅客鉄道（JR四国）
  - 「国鉄分割民営化」（1987年）
- 近畿日本鉄道（近鉄）
  - グループ企業広告（1983年）
  - 「名阪特急5（ファイブ）回数券」（1980年）
  - 「近鉄東大阪線開通」（1986年）ほか[注 2]

###### 飲食店・出前
- かに道楽
  - 企業広告（1983年）
- 京料理 美濃吉
  - 企業広告（1986年）
- 中納言
  - 企業広告（1987年・2010年）
  - 「インペリアル中納言[注 3]」（1987年）
- づぼらや
  - 企業広告（1974年、梅田店オープン編）
- ライドオン・エクスプレス
  - 「宅配寿司 銀のさら」（2009年）

###### 建設会社
- クボタハウス
  - 企業広告（1985年）
- ナショナル住宅産業
  - 企業広告（1983年、ミセスからミセスへの提案編）
  - 「サンソネット」（1987年、北陸ローカル）
- 生和建設
  - 企業広告（1989年）
- 積水ハウス
  - 「タウニィ・F2」（1984年）
- 長谷川工務店
  - 「八尾志紀スカイハイツ」（1981年）

###### ゲーム・玩具関連
- タイトー
  - 「電車でGO! 名古屋鉄道編」（2000年）
- 任天堂
  - 「ウルトラマシンDX」（1978年）
  - 「レーシング112」（1978年）
  - 「テンビリオン」（1980年）
  - 「ゲーム&ウオッチ」（1980年）
  - 「ゲーム&ウオッチ ワイドスクリーン」（1981年）
  - 「ゲーム&ウオッチ マルチスクリーン」（1982年）
  - 「ファミリーコンピュータ ロボット ブロックセット・ジャイロセット」（1985年）

###### 宿泊施設
- ダイワロイヤルホテルズ
  - 企業広告（1993年）
- ホテルニューアワジ
  - 企業広告（1988年）、「淡路棚田の湯・くにゆみの湯」（2010年）
- 摂津峡花の里温泉 山水館
  - 企業広告（1985年）
- 西村屋
  - 「西村屋[注 4]」（1981年）、「西村屋城崎グランドホテル」（1986年）

###### 食品メーカー
- イカリソース
  - 「イカリたこ焼ソース」（1989年）
- オリバーソース
  - 「オリバーMILDとんかつソース」（1981年）、「オリバーお好み焼ソース」（1983年頃）、「オリバー焼そばソース」（1986年）
- 紀文食品
  - 「焼かまぼこ」（1973年）
- シノブフーズ
  - 「おにぎりQ」（1987年、電子レンジ編）
- ヒガシマル醤油
  - 「ちょっとぞうすい」（1985年）
- フルタ製菓
  - 「セコイヤチョコレート」（2010年）
- 丸金醤油
  - 「マルキンさしみしょうゆ」（1988年）

###### 住設機器メーカー
- タカラスタンダード
  - 「ニューエマリン」（1983年）
- ノーリツ
  - 企業広告（1984年）
- ミカド
  - 「ミカド・システムキッチン」（1988年）

###### 製薬会社
- 奥田製薬
  - 「奥田胃腸薬」（1980年）
- 千寿製薬
  - 「コンタクトレンズ用剤」（1984年 - 1985年）
- 武田薬品工業
  - 「ベンザエース」（1979年 - 1980年）
- 樋屋製薬
  - 「樋屋奇応丸」（1991年）
- 扶桑薬品工業
  - 「ヘモリンド舌下錠」（1974年）

###### 専門学校
- 辻学園日本調理師学校
  - 企業広告（1985年）
- 学校法人愛媛学園
  - 「愛媛コンピュータ専門学校」（1993年、愛媛県ローカル）
- 学校法人日本教育財団
  - 「HAL」（1987年 - 1989年）

###### 団体・組合
- 関西電気保安協会
  - 団体広告（1982年、再訪問編）
- 全国労働者共済生活協同組合連合会（全労済）
  - 「こくみん共済」（1983年）
- 日本損害保険協会
  - 「火の用心」（1982年、愛犬ポピーくん篇） - ナレーション。ポピーくん 役は熊倉一雄（ともに声の出演）。
- 政府広報
  - 「行政改革」（1984年、エアロビクスダンス篇）
- 公共広告機構
  - 団体広告（1987年、「身近なあなたが子供の心の110番」篇）

###### その他
- アート引越センター
  - 企業広告（1982年、宇宙への引越篇）
  - 「DREAM SALOON」（1982年 - 1984年）
  - 「走る殺虫サービス」（1980年代前半）
  - 「ふとん乾燥サービス」（1988年）
- エキスプレス
  - 企業広告（1989年、四角い箱編[注 5]）
- 大阪第一食糧
  - 「タワラ印ハイゴールド」（1982年）
- がまかつ
  - 「がま磯 MARK II」（1984年）
  - 「がま鮎 MARK II SPECIAL」（1984年）
  - 「がまへら MARK II SPECIAL」（1984年）
- クラレ
  - 「クラリーノ」（1983年）
  - 「クラレ白鷺[注 6]」（1985年、増築オープン）
  - 「あったか家族」（1991年）
- サン・クロレラ
  - 「サン・クロレラA」（1985年）
- ザ・パック
  - 企業広告（1983年、「包む」篇）
- ショーエー電化
  - 企業広告（1988年、京都府ローカル）
- シルバーオックス
  - 企業広告（1978年）
- タイガー魔法瓶
  - 「タイガー電気ケトル」（2010年）
- ダイハツ工業
  - 「シャレードターボ」（1983年）[注 7]
- タキイ種苗
  - 企業広告（1984年、汽車編）[注 8]
- トンボ
  - 「トンボ学生服 ハイウェイシリーズ」（1981年）
- ナカバヤシ
  - 「フエルカルバム[注 9]」（1984年）
- ナニワ商会
  - 「ナニワ村」（1990年）
- ミズノ
  - 「ミズノスポーツファッション大賞」（1984年）
- 青山商事
  - 「洋服の青山 津店オープン編」（1983年）
- 宇治森徳
  - 「かおりちゃん麦茶」（1986年）
  - 「かおりちゃん粉末緑茶」（1997年 - 1998年）
  - 「かおりちゃん緑茶石鹸」（2000年）ほか
- 大阪三愛グループ
  - 「リズムタッチDX」（1980年代）
- 大阪府
  - 「ノーマイカーデー」（1990年）
- 小谷穀粉（通称：OSK）
  - 「はと麦茶 延壽」（1989年）
- 加美乃素本舗
  - 企業広告（1995年、神戸編）[注 10]
- 京都健康村
  - 企業広告（1992年 - 1996年、「ええじゃないか」編）
- 京都互助センター（現：セレマ）
  - 「玉姫殿」（1981年 - 1985年）
- 靴のマルトミ
  - 企業広告（1986年 - 1988年）
- 三宝海運
  - 「ほわいとさんぽう2」（1987年）
- 三洋電機
  - 「三洋電機からのお詫びとお願い」（1985年 - 1986年、石油ファンヒーターの欠陥によるリコールCM。詳細は「石油ファンヒーター事故」を参照）
- 上新電機
  - 「X'CIT（エキサイト）」（1987年 - 1990年）
- 徳島そごう
  - オープン（開業）告知（1983年）
- 豊田商事
  - 企業広告（1984年、新体操篇）
- 西川産業
  - 「ヘルスパック[注 11]」（1981年 - 1982年）
- 日本旅行
  - 「赤い風船」（1982年）
- 平和堂
  - 企業広告（1987年、平和堂の朝編）
- 和光デンキ
  - 企業広告（1980年代、働きアリ編）

ほか多数

#### ラジオ
当項では区分を行わず、まとめて解説する。
- 関西国際空港
  - 企業広告（2006年）
- 関西電力
  - 「ダム放流注意に関するお知らせ」（2011年）
- 松下電器産業
  - 「ナショナル電子ソロバン[注 12]」（1974年）
- 南海電気鉄道（南海電鉄）
  - 企業広告（1974年、初詣編）

### ナレーション

#### テレビ
- 婚約診断スイッチON

#### 企業VP
VPは「ビデオパッケージ」の略。
- 大阪ガス
- クボタ
- ロート製薬
- ダスキン
- 松下電器産業
- 住友金属工業  - ほか

#### その他
- 国立民族学博物館（ビデオ内。一部のみ）
- ホテルオークラ  - ほか